# Bryson (Autor eines Oikonomikos)
Bryson (altgriechisch Βρύσων Brýsōn) war ein antiker Philosoph. Die Vermutungen über seine Lebenszeit schwanken zwischen 100 v. Chr. und dem 2. Jahrhundert n. Chr.

Bryson wird oft der Strömung der Neupythagoreer zugeordnet, weil die erhaltenen griechischen Fragmente seines einzigen bekannten Werks in dorischem Dialekt abgefasst sind. Es fehlt jedoch ein gewichtiges inhaltliches Indiz für seine Zugehörigkeit zum Neupythagoreismus. Diese bleibt daher zweifelhaft.
Bekannt ist Bryson nur durch die Schrift Oikonomikós (Οἰκονομικός), die nach Mitteilung des Johannes Stobaios und Angaben mittelalterlicher arabischer Gelehrter von ihm verfasst wurde. Der Autor greift auf Gedankengut der klassischen griechischen Philosophie zurück, etwa auf die ökonomischen Lehrstücke des Aristoteles oder auf Platons Politeia. Die Hauptthemen des Traktats sind Geld, Sklaven (Bryson plädiert für Mitgefühl mit ihnen), Frauen (deren wichtige Rolle er betont) und Kinder. Als Eigenart von Brysons Werk gilt die Auffassung, alles Haushalten mit Wirtschaftsgütern sei ein Haushalten mit Kräften, die Gott dem menschlichen Körper eingeprägt habe.
Der griechische Originaltext ist bis auf zwei kurze, bei Stobaios überlieferte Fragmente verloren. Überliefert sind jedoch eine arabische, eine lateinische und eine hebräische Übersetzung.
Der Oikonomikos beeinflusste im Mittelalter die Ökonomik der arabischsprachigen Welt; zu den Rezipienten zählen Ibn Miskawaih mit seinem Werk Tahdhib al-akhlaq / تهذيب الأخلاق und Nasir ad-Din at-Tusi (Akhlāq-i Naṣīrī). Der Name des Autors wurde arabisch unterschiedlich wiedergegeben, unter anderem als Burūsun, Ubrūsun oder Burūsīs.

## Textausgaben und Übersetzungen
- Simon Swain (Hrsg.): Economy, Family, and Society from Rome to Islam. A Critical Edition, English Translation, and Study of Bryson's Management of the Estate. Cambridge University Press, Cambridge 2013.
- Martin Plessner: Der OIKONOMIKOC des Neupythagoreers ‘Bryson’ und sein Einfluß auf die islamische Wissenschaft. Heidelberg 1928 (enthält Edition der mittelalterlichen Übersetzungen und eine deutsche Übersetzung des Herausgebers).